# Guardabarros carenado

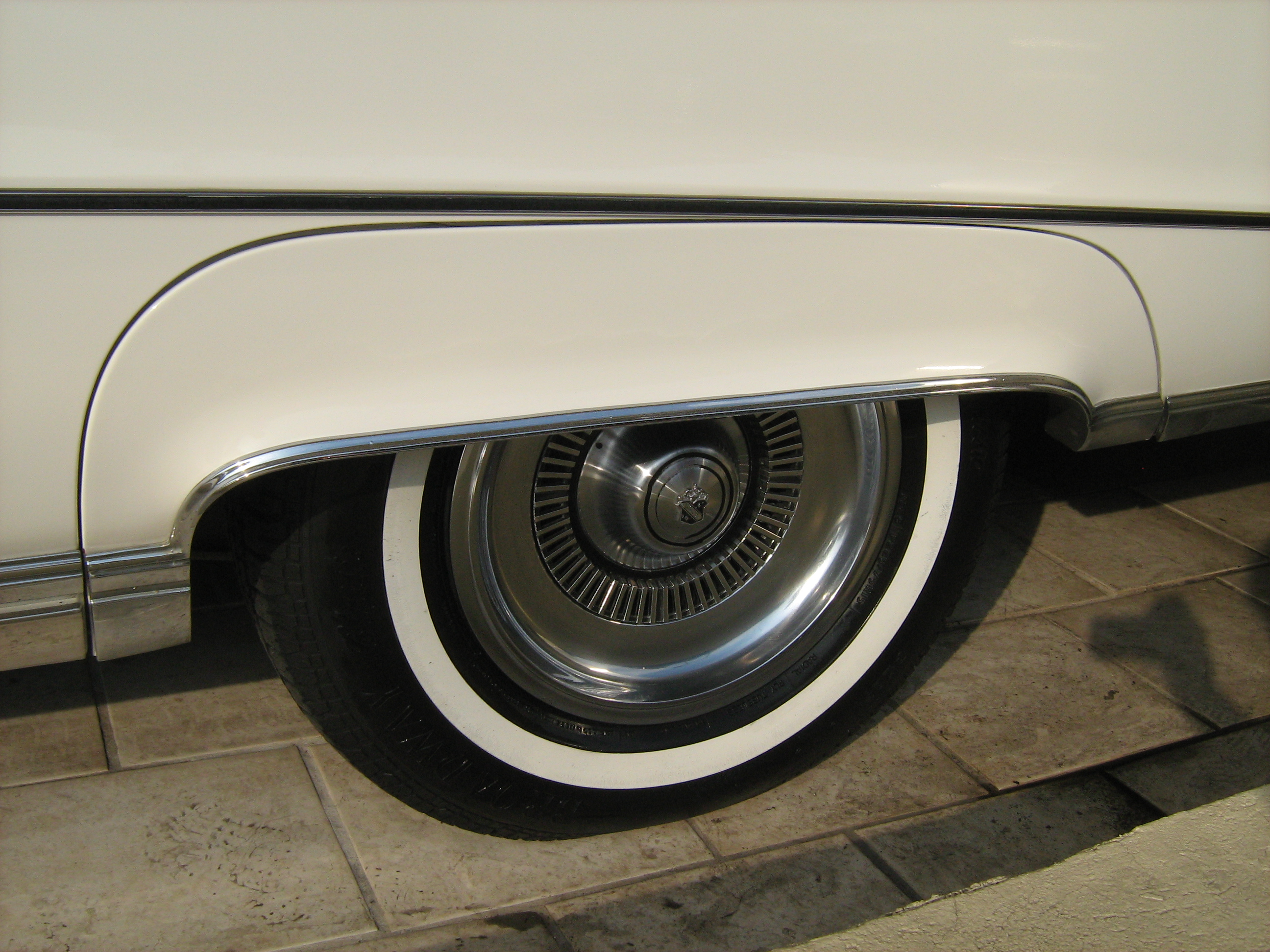
Rueda trasera parcialmente cubierta por el faldón desmontable de un guardabarros carenado en un Buick Electra 225 de 1969

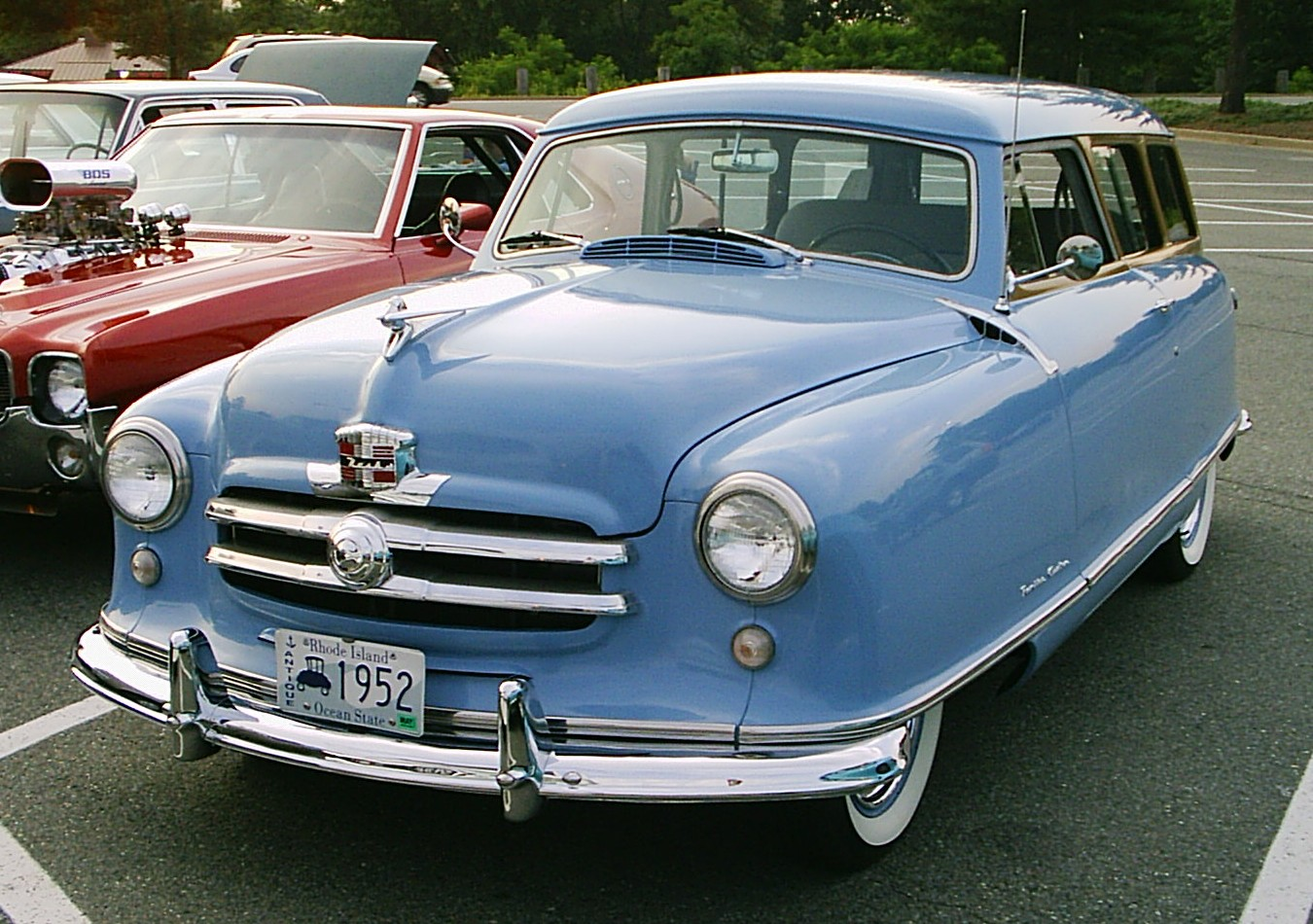
Nash Rambler con guardabarros carenados no desmontables delante y detrás 1952

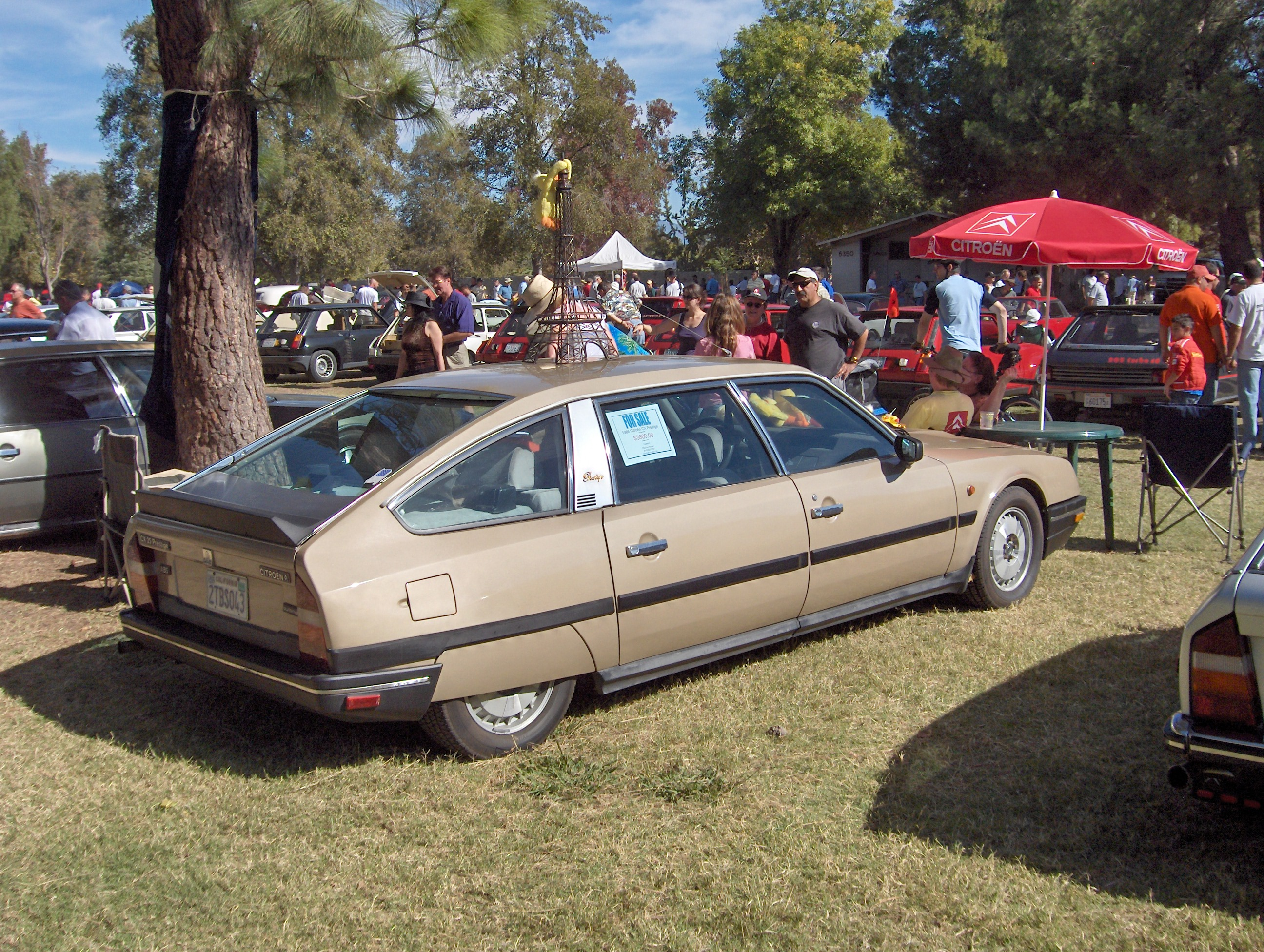
Citroën CX de 1986

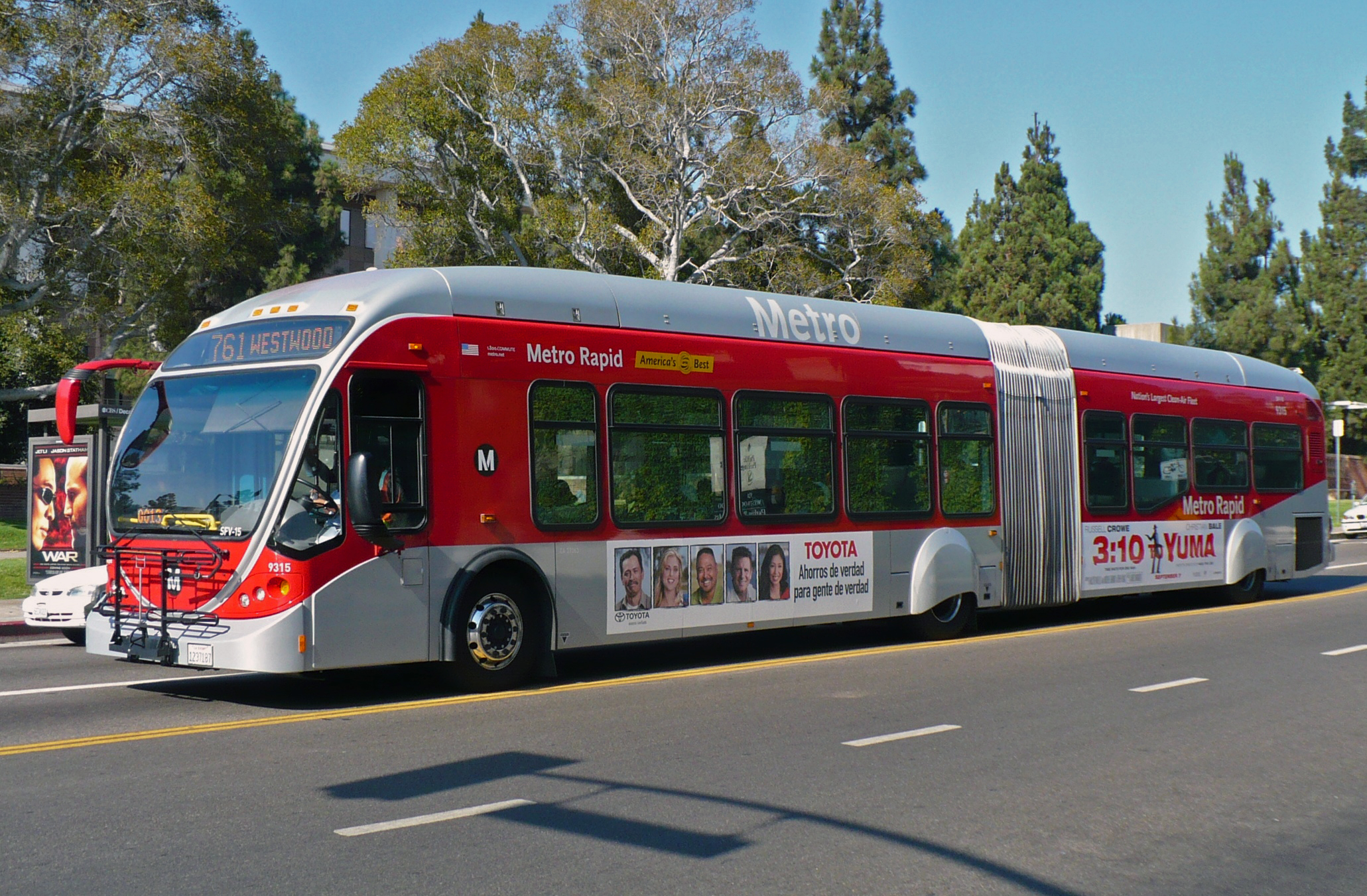
Autobús de Los Ángeles

Los guardabarros carenados son un tipo de guardabarros que recubren la parte superior de los neumáticos traseros (y en algunas ocasiones, también de los delanteros) de un automóvil. Pueden estar integrados en la carrocería o ser piezas independientes desmontables ("faldones") para facilitar la sustitución de la rueda. Cuestiones estéticas aparte, su principal función es mejorar la aerodinámica del vehículo. 

## Funciones
Los guardabarros carenados se utilizan por razones estéticas y aerodinámicas. En lugar de que el aire entre y quede atrapado en los pasos de las ruedas traseras, permiten que fluya suavemente sobre la carrocería. Por lo general, son desmontables para permitir el cambio de neumáticos y la instalación de cadenas para la nieve. Los fabricantes de automóviles también han experimentado con guardabarros integrales en las ruedas delanteras, como en los modelos Nash "Airflyte" de 1949-1954 y el Nash Rambler compacto de 1950-1954, pero con éxito limitado debido a que las ruedas delanteras deben pivotar para controlar la dirección, sobrepasando parcialmente el contorno exterior del vehículo. El Ford Thunderbird de 1955 introdujo los "protectores de guardabarros" mediante molduras y un revestimiento resistente a las piedras proyectadas.

## Historia
Descritos por primera vez como "pantalones", fueron utilizados el piloto Frank Lockhart para mejorar la aerodinámica de un coche Stutz de 1928 en un intento de batir el récord de velocidad terrestre. La introducción de guardabarros carenados en un automóvil de serie comenzó con el Graham-Paige de 1932, creando una tendencia copiada en diseños estéticamente cuidados de distintos modelos producidos en serie. Las innovaciones introducidas por Amos Northup, como los radiadores con perfil en V, los guardabarros carenados y las colas de castor inclinadas, se volvieron comunes después de 1933. Sin embargo, en la década de 1970, los faldones de los guardabarros comenzaron a desaparecer del mercado masivo de automóviles, aunque permanecieron durante algún tiempo más en algunos coches, particularmente en los grandes modelos de lujo estadounidenses.
Estos guardabarros solían combinarse con los neumáticos de banda blanca. La extensión del carenado también varió. Así, antes de la década de 1950 era común que se cubriera todo menos la parte inferior del neumático trasero, mientras que en los 60 los faldones de los guardabarros solo cubrían la parte superior del neumático, y comenzaron a desaparecer en la inmensa mayoría de los nuevos automóviles utilitarios. Por ejemplo, hasta 1976, los modelos Chevrolet Caprice, Oldsmobile 98, Buick Electra, Pontiac Bonneville y Cadillac Fleetwood, DeVille y Calais usaban guardabarros carenados. Los modelos Cadillac Eldorado los incorporaron desde 1971 hasta 1974. A partir de 1977, solo el Pontiac Bonneville los retuvo entre los modelos de tamaño reducido de General Motors. En 1980, el Oldsmobile devolvió el carenado a su modelo 98. En 1985 desaparecerían de todos los modelos estándar de General Motors. Pero en 1989 se volvieron a utilizar en los modelos Fleetwood de tracción delantera de Cadillac hasta 1993. Para los modelos de los años 1991-1996, General Motors generalmente incorporó guardabarros carenados en el diseño de sus sedanes de tamaño completo para los Chevrolet Caprice, Buick Roadmaster y Cadillac Fleetwood. El General Motors EV1 los incorporó posteriormente.
Al fabricar Kustoms (automóviles clásicos modernizados), los faldones de los guardabarros carenados son un accesorio imprescindible para darles un aspecto más distinguido.
En el diseño de automóviles europeos, Citroën usó guardabarros carenados en casi todos los modelos producidos entre 1950 y 1990, especialmente en los DS, 2CV, Ami, GS, SM, BX y CX.
A partir de 2015, el último automóvil producido en serie con guardabarros carenados fue el Honda Insight 1999-2006, aunque están disponibles para algunos automóviles nuevos como accesorios (los Chrysler PT Cruiser y Volkswagen Escarabajo son algunos ejemplos).
Algunas ciudades, como Los Ángeles, tienen autobuses municipales con guardabarros carenados por motivos de seguridad, ya que pueden evitar que objetos situados en la calzada queden por debajo de los neumáticos.
En 2013, el Volkswagen XL1 de producción limitada reintrodujo los faldones de los guardabarros en un automóvil moderno.